# Viktor Lőrincz
Viktor Lőrincz (* 28. dubna 1990 Cegléd, Maďarsko) je maďarský zápasník klasik.

## Sportovní kariéra
Zápasení se věnuje od útlého dětství. S klasickým stylem zápasu začal v 7 letech v rodném Ceglédu společně se starším bratrem Tamásem Lőrinczem. V maďarské seniorské reprezentaci se pohybuje od roku 2011 ve střední váze do 85 (84) kg. V roce 2012 neprošel sítem olympijské kvalifikace na olympijské hry v Londýně. V roce 2016 se kvalifikoval na olympijské hry v Riu pátým místem na mistrovství světa v roce 2015. Na olympijských hrách v Riu postoupil do semifinále a obsadil konečné páté místo, když prohrál vyrovnaný zápas o bronzovou olympijskou medaili s Němce Denisem Kudlou.

## Výsledky
| Turnaj             | 2011         | 2012         | 2013         | 2014         | 2015         | 2016         | 2017         |
| Turnaj             | 21           | 22           | 23           | 24           | 25           | 26           | 27           |
| Turnaj             | střední váha | střední váha | střední váha | střední váha | střední váha | střední váha | střední váha |
| ------------------ | ------------ | ------------ | ------------ | ------------ | ------------ | ------------ | ------------ |
| Olympijské hry     |              | —            |              |              |              | 5.           |              |
| Mistrovství světa  | úč.          |              | 3.           | 3.           | 5.           |              |              |
| Evropské hry       |              |              |              |              | —            |              |              |
| Mistrovství Evropy | —            | 3.           | —            | úč.          | —            | úč.          | 1.           |